# 劉觀 (洪武舉人)
劉觀，山西太谷縣人，明朝政治人物、舉人出身。

## 生平
洪武二十六年，山西鄉試中舉第一名（解元），后授吏科給事中。